# Coracina lineata
Coracina lineata là một loài chim trong họ Campephagidae.

## Hình ảnh

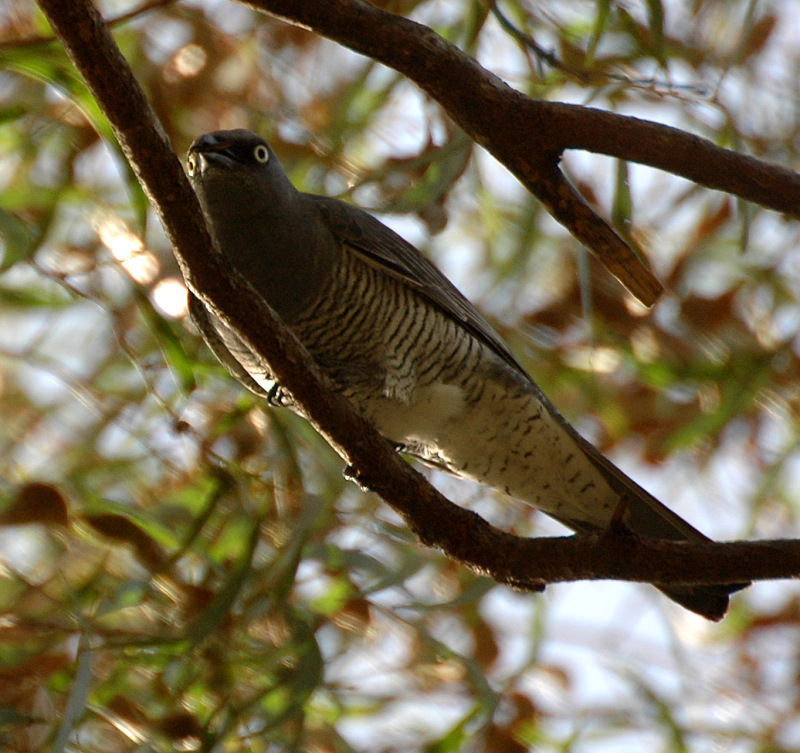
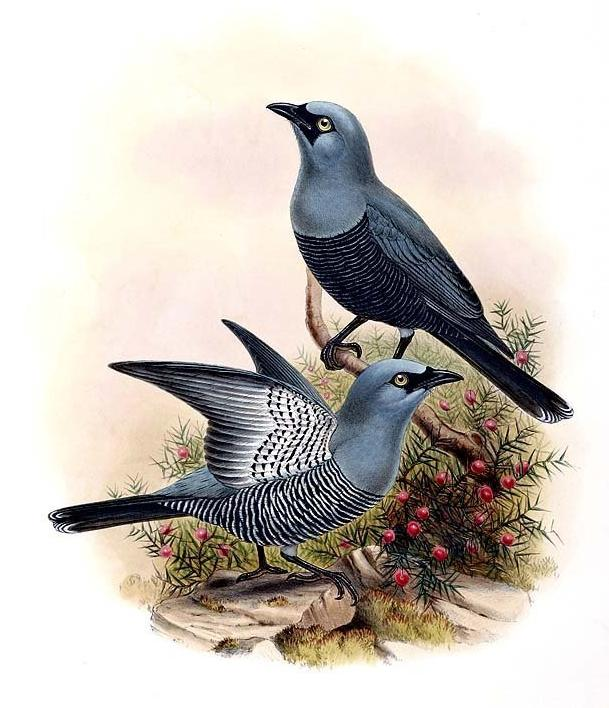